# Kedunglegok
Kedunglegok is een bestuurslaag in het regentschap Purbalingga van de provincie Midden-Java, Indonesië. Kedunglegok telt 2843 inwoners (volkstelling 2010).